# Mythenteles rigirostris
Mythenteles rigirostris är en tvåvingeart som först beskrevs av Neal L. Evenhuis 1981.  Mythenteles rigirostris ingår i släktet Mythenteles och familjen svävflugor.
Artens utbredningsområde är Bangladesh. Inga underarter finns listade i Catalogue of Life.